# Acciai inossidabili bifasici austeno-ferritici

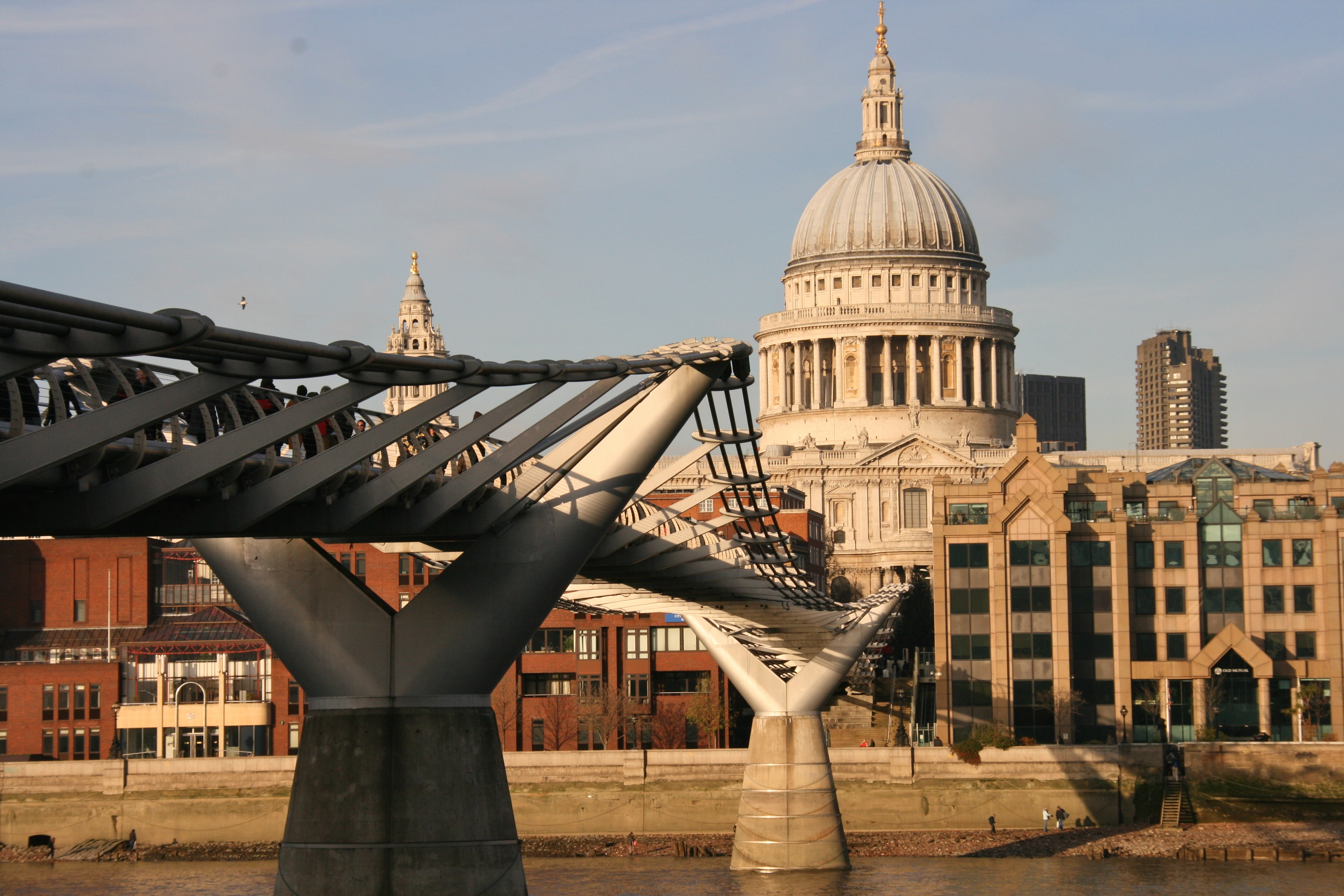
Il Millennium Bridge a Londra è stato realizzato in acciaio inossidabile bifasico austeno-ferritico SAF 2205, sfruttandone le buone proprietà meccaniche e di resistenza a corrosione

Gli acciai inossidabili bifasici austeno-ferritici, detti anche duplex, sono leghe ferrose inossidabili che presentano una struttura a grani cristallini misti di austenite e di ferrite. Questi acciai posseggono una microstruttura che può essere definita ibrida, in quanto coesistono due differenti strutture cristalline. Ciò è dovuto all'attento bilanciamento degli elementi alliganti sia ferritizzanti (come il cromo) sia austenitizzanti (come il nichel) presenti in queste leghe. La frazione volumetrica delle due fasi può variare in un ampio intervallo a causa del trattamento termico imposto e delle proprietà meccaniche e di resistenza a corrosione desiderate. Tuttavia un rapporto volumetrico 50/50 tra le fasi ne offre la migliore combinazione.
Le buone caratteristiche meccaniche, che permettono la realizzazione di strutture più leggere, e l'elevato rapporto resistenza alla corrosione/costo, legato ai bassi tenori di nichel presenti, rendono questa classe d'acciai particolarmente attraenti come sostituti delle classiche famiglie di acciai inossidabili. Inoltre, una maggior conoscenza dei fenomeni metallurgici che interessano queste leghe ne sta permettendo un sempre più diffuso utilizzo, superando le limitazioni che finora avevano afflitto gli acciai inossidabili bifasici.
La denominazione “Duplex” deriva dalla caratterizzazione topologica della microstruttura di questi acciai, in cui i due componenti microstrutturali sono arrangiati in cristalli di dimensioni simili distribuiti casualmente nello spazio.

## Storia
Le prime testimonianze di acciai inossidabili a matrice bifasica austeno-ferritica risalgono all'inizio degli anni trenta in parallelo sia nei paesi scandinavi sia in Francia. Si può attribuire all'inglese J.H.G. Monypenny la prima trattazione scientifica di questa famiglia di acciai inossidabili “a struttura bifasica” in relazione ad una microstruttura composta da ferrite e austenite in proporzioni volumetriche del 50/50, realizzata sulla base delle indicazioni di un brevetto Krupp risalente al 1922.
Negli anni seguenti, la migliore resistenza meccanica e la più elevata resistenza ad usura rispetto ai tradizionali acciai inossidabili austenitici, hanno garantito a questa classe di acciai le prime applicazioni a livello industriale sia come getti sia come semilavorati forgiati a caldo. La commercializzazione ha inizio negli anni cinquanta-sessanta.
Il miglioramento delle tecnologie di affinazione dell'acciaio negli anni settanta apporta un sostanziale miglioramento della qualità di tutti gli acciai inossidabili, grazie alla possibilità di assicurare strette forbici composizionali e di abbassare le frazioni degli elementi nocivi. Un sostanziale abbassamento dei costi e una migliore resistenza a corrosione sono ulteriori sensibili migliorie apportate dall'adozione di queste nuove tecnologie di affinazione accoppiate all'avvento della colata continua. Tanto che alla fine di quel decennio viene messa a punto la lega SAF 2205, un acciaio inossidabile bifasico al 22% di cromo e 5% di nichel con aggiunte di molibdeno e azoto, le cui ottime proprietà lo rendono a tutt'oggi uno dei più diffusi e apprezzati acciai di questa categoria.
Nel decennio seguente la famiglia di acciai inossidabili bifasici si evolve in due direzioni opposte. La prima punta sull'economicità e sull'incremento delle caratteristiche meccaniche, riducendo il contenuto di nichel (SAF 2304) e, conseguentemente, aumentando il rapporto ferrite/austenite a 70/30. La seconda mira a un incremento della resistenza a corrosione con un aumento del tenore degli alliganti passivanti (SAF 2507) e porta alla genesi dei moderni acciai inossidabili bifasici della classe dei Super Duplex.
La validità e l'ampia diffusione degli acciai inossidabili bifasici è riconosciuta sia dai produttori sia dagli utilizzatori, a tal punto che per la richiesta di una ancora maggiore resistenza alla corrosione accoppiata alle buone caratteristiche meccaniche di queste leghe ha portato allo sviluppo negli ultimi anni delle leghe Iper Duplex. Le ottime proprietà dimostrate da questa classe d'acciai di ultima generazione promette un'estremamente ampia diffusione di queste leghe.

## Composizione chimica
La microstruttura duplex dei moderni acciai inossidabili bifasici è ottenuta attraverso uno stretto controllo della composizione chimica. Nel dettaglio, si comportano come elementi stabilizzanti della fase ferritica il cromo, il molibdeno, il silicio e il niobio. D'altro canto, la formazione della fase austenitica è promossa dall'alligazione di nichel, manganese, rame, carbonio e azoto. Gli acciai inossidabili bifasici posseggono una microstruttura ibrida: il tenore di cromo varia dal 18 al 32% e tende a stabilizzare la microstruttura ferritica, quello di nichel dal 4,5 al 7% risulta in quantità insufficienti per determinare una struttura microcristallina totalmente austenitica (che quindi rimane in parte ferritica). Inoltre, quasi tutte le sue varianti contengono fra il 2,5 e il 4% di molibdeno. Esistono infine forme di acciai inossidabili bifasici duplex, chiamati "poveri" che non contengono molibdeno e hanno tenori di nichel minori del 4,5%. Un corretto bilanciamento di elementi ferritizzanti e austenitizzanti permette di ottenere una microstruttura dal rapporto volumetrico di 50/50 tra ferrite e austenite. Tale microstruttura garantisce la migliore combinazione tra proprietà meccaniche e di resistenza alla corrosione. In tabella vengono riportate le composizioni chimiche degli acciai inossidabili bifasici più diffusi, la loro composizione microstrutturale e il loro indice P.R.E.N..
| SAF     | UNS    | UNI EN 10088-1   | % C Max | % Cr | % Ni | % Mo | % N  | Ferrite/Austenite | P.R.E.N. |
| 2304    | S32304 | X3CrNiN 23 4     | 0,03    | 23   | 4    | 0,2  | 0,1  | 70/30             | 25       |
| 2205    | S31803 | X3CrNiMoN 22 5   | 0,03    | 22   | 5    | 3    | 0,16 | 50/50             | 35       |
| 2507    | S32750 | X2CrNiMoN 25 7 4 | 0,03    | 25   | 7    | 4    | 0,3  | 50/50             | 42,5     |
| 3207 HD | S33207 | X2CrNiMoN 32 7   | 0,03    | 32   | 7    | 3,5  | 0,5  | 50/50             | 50       |

## Classificazione degli acciai inossidabili bifasici attraverso l'indice P.R.E.N.
Gli acciai inossidabili bifasici, come le altre classi di acciai inossidabili, possono essere classificati in base alla loro resistenza alla vaiolatura attraverso l'indice Pitting Resistance Equivalent Number (P.R.E.N.). Più questo indice è elevato, maggiore risulterà la resistenza alla vaiolatura. Questa classificazione è utilizzata in quanto di semplice determinazione attraverso la composizione chimica, tuttavia va ricordato che non fornisce una descrizione completa delle proprietà di resistenza a corrosione. Gli acciai inossidabili bifasici, analogamente agli altri acciai inossidabili, possono quindi essere suddivisi in quattro categorie:
- Acciai Inossidabili Bifasici Magri: P.R.E.N. ≤ 35, non contengono molibdeno e il valore tipico del loro indice P.R.E.N. si attesta intorno a 25, appartiene a questa tipologia l'acciaio SAF 2304.
- Acciai Inossidabili Bifasici Standard: sono caratterizzati da un indice 35 < P.R.E.N. ≤ 40, il più diffuso tra gli acciai inossidabili bifasici, il SAF 2205, è compreso in questa categoria.
- Acciai Inossidabili Bifasici Super: possiedono un indice 40 < P.R.E.N. ≤ 45, l'acciaio più rappresentativo di questa categoria è il SAF 2507. Risulta di particolare interesse industriale che al di sotto di questa categoria, gli acciai bifasici non possono essere impiegati in ambienti ricchi di acido solfidrico.[11]
- Acciai Inossidabili Bifasici Iper: contengono elevate percentuali di cromo > 30% in peso e il valore dell'indice P.R.E.N. ≥ 45 può raggiungere anche 50. L'acciaio leader di questa classe è il SAF 3207 HD.[12]

## Topologia

Rappresentazione schematica di una microstruttura duplex

Questa classe di acciai inossidabili viene denominata Duplex a seguito della caratterizzazione topologica della microstruttura di queste leghe, dipendente sia dal rapporto volumetrico tra le fasi sia dalla loro distribuzione nello spazio.
Una microstruttura possiede una topologia di tipo “Duplex” quando i due componenti microstrutturali sono presenti in frazioni volumetriche comparabili, i cristalli delle due fasi hanno dimensioni simili e sono arrangiati rispettivamente tra loro casualmente. Di conseguenza, in questo sistema tre diverse interfacce (corrispondenti alle differenti tipologie di bordo grano) sono presenti: ferrite/ferrite, austenite/austenite, ferrite/austenite.
Questo tipo di microstruttura si manifesta nei semilavorati, dopo formatura a caldo, in una microstruttura a pancake.
Questa topologia microstrutturale tuttavia non è descrittiva anche dei getti. Nel dettaglio, poiché alle temperature più elevate la fase ferritica risulta termodinamicamente più stabile, inoltre, solidificando a più elevate temperature nuclea per prima e quindi questa svolgerà il ruolo di matrice. D'altra parte, l'austenite solidificando a più basse temperature si disporrà lungo i bordi grano della matrice ferrica e negli spazi tra i grani ferritici già solidificati.

## Proprietà

### Proprietà meccaniche
| Acciaio     | Rp0,2 [MPa] | Rm [MPa]   | A % |
| SAF 2304    | 400         | 600 - 820  | 25  |
| SAF 2205    | 450         | 680 - 880  | 25  |
| SAF 2507    | 550         | 800 - 1000 | 25  |
| SAF 3207 HD | 800         | 880 - 1050 | 29  |

Vengono riportate in tabella alcune caratteristiche meccaniche indicative per le principali tipologie di acciai inossidabili bifasici.
La microstruttura bifasica di questi acciai inossidabili è alla base delle loro proprietà buone meccaniche, spesso superiori a quelle dei loro diretti concorrenti monofasici. In particolare, il carico di snervamento di queste leghe non solo raggiunge valori circa doppi rispetto agli acciai inossidabili austenitici della serie AISI 3xx, ma anche supera di 50-100 MPa quello delle controparti monofasiche ferritiche.
Simili considerazioni possono essere tratte riguardo al carico di rottura.
Il modulo elastico, per quanto di pochi GPa inferiore rispetto a quello degli acciai inossidabili ferritici, rimane comunque superiore rispetto a quello degli acciai inossidabili austenitici. Questa caratteristica può risultare decisiva quando la resistenza all'usura deve essere accoppiata a un’elevata resistenza a corrosione, ad esempio nell'industria petrolchimica.
Inoltre, anche l’allungamento a rottura di questa classe di acciai inossidabili risulta comparabile a quella dei concorrenti monofasici, garantendo una buona lavorabilità, nonostante una leggera flessione di questa caratteristica.
Gli acciai inossidabili bifasici sono caratterizzati anche da un’ottima resilienza, tuttavia, a causa della matrice ferritica presentano una temperatura di transizione duttile-fragile, che attestandosi intorno ai -60 °C/-100 °C può essere evitata abbastanza agevolmente. Questa famiglia di acciai inoltre mostra un’elevata resistenza all'innesco ed alla propagazione delle cricche sia in termini di tenacità sia in termini di resistenza a fatica sia in aria che in ambienti aggressivi.
La possibilità di risultare migliore dei diretti concorrenti monofasici è assicurata a questi acciai dalla particolarità della loro microstruttura. Infatti, a causa della differenza di resistenza meccanica delle due fasi costituenti, le deformazioni inizialmente si concentreranno nella fase austenitica provocandone un forte incrudimento. A seguito di questo fenomeno, le deformazioni si distribuiranno più omogeneamente in tutto il materiale, fino a portarlo a raggiungere le ottime caratteristiche meccaniche precedentemente.

### Resistenza a corrosione

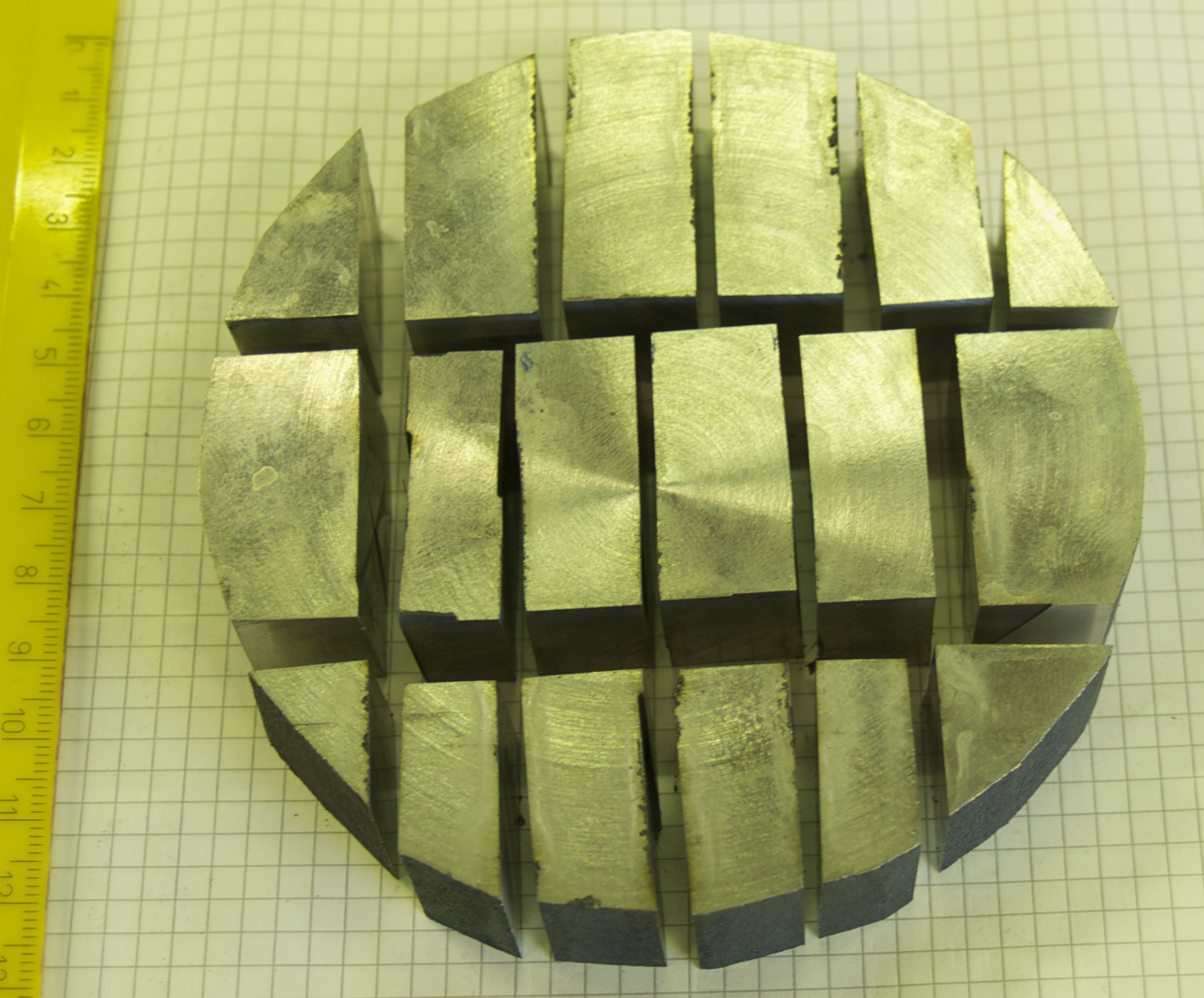
Sezione di un lingotto forgiato in acciaio inossidabile bifasico austeno-ferritico SAF 2507

Oltre alle buone proprietà meccaniche gli acciai bifasici possiedono un'ottima resistenza alla corrosione grazie alla possibilità di passivarsi anche in ambienti particolarmente aggressivi, grazie agli elevati tenori di cromo in lega. A parità di ambiente, grazie alla loro particolare microstruttura, gli acciai inossidabili bifasici mostrano velocità di corrosione generalmente minori rispetto perfino agli acciai inossidabili austenitici aventi tenori simili di cromo e molibdeno. Tale ottimo comportamento è inoltre confermato nell'ambito dei fenomeni di corrosione localizzata. La composizione chimica degli acciai inossidabili bifasici permette inoltre una significativa resistenza alla vaiolatura ed alla corrosione in fessura grazie agli elevati tenori elevati di cromo, molibdeno ed azoto.
La resistenza alla corrosione sotto sforzo di trazione in ambienti fortemente aggressivi è nettamente superiore a quella degli acciai inossidabili austenitici ed è paragonabile a quella delle superleghe a base nichel.
Inoltre, l'estremamente alta temperatura critica di vaiolatura degli acciai inossidabili Iper Duplex rende possibile l'utilizzo di questi acciai anche in ambienti dove l'elevata resistenza a corrosione e alte temperature di servizio sono necessarie.

### Proprietà elettromagnetiche e termiche
Riguardo alle proprietà elettromagnetiche e termiche, gli acciai inossidabili bifasici si collocano come ci si aspetterebbe tra i loro concorrenti monofasici, ferritici e austenitici. Nel dettaglio, siccome la matrice degli acciai bifasici è costituita da una struttura ferritica queste proprietà sono più vicine a quelle delle controparti ferritiche, vedendo i grani cristallini austenitici come ostacoli al passaggio di corrente e calore.
Anche le proprietà magnetiche seguono lo stesso principio: la presenza di una fase austenitica paramagnetica riduce l'induzione di saturazione ma gli acciai inossidabili bifasici rimangono ferromagnetici. Tale proprietà è sfruttata attraverso l'uso di ferritoscopi per misurare la frazione volumetrica della fase ferritica.

### Lavorabilità e saldabilità
A causa della loro elevata resistenza meccanica questi acciai risultano soggetti a maggiori forze di lavoro e non sono adatti a tutti i processi di formatura, come ad esempio l'imbutitura profonda. Inoltre, per lo stesso motivo in formatura deve considerarsi la presenza di un consistente ritorno elastico.
La saldabilità di questi acciai è piuttosto buona, particolari accorgimenti devono però essere considerati per il trattamento della zona termicamente alterata. Altrimenti, in questa zona potrebbero avvenire fenomeni di precipitazione incontrollati che comporterebbero la perdita di resistenza a corrosione e infragilimento. Per evitare questi problemi la procedura di saldatura deve puntare a minimizzare il tempo totale trascorsa ad elevata temperatura.

## Problematiche specifiche

Curva di trasformazione tempo-temperatura degli acciai inossidabili bifasici

Gli acciai inossidabili bifasici evidenziano delle problematiche specifiche principalmente legate all'elevato tenore degli elementi alliganti. In queste leghe qualora esposte ad alte temperature avvengono fenomeni di precipitazione che compromettono le ottime caratteristiche meccaniche e di resistenza alla corrosione. Questi fenomeni di precipitazione affliggono la resistenza meccanica infragilendo oltremodo la lega. La resistenza a corrosione viene invece intaccata a seguito del depauperamento di elementi passivanti (in particolare cromo) in prossimità dei precipitati.
Risulta possibile distinguere due aree di precipitazione dai diagrammi trasformazione-tempo-temperatura. La prima a temperature più basse ha il naso della curva a 475 °C e per questo è definito e ben noto come "infragilimento a 475 °C". Questa precipitazione coinvolge la fase α' (la prima a precipitare) e limita ai soli 200 °C la temperatura massima di lavoro di questi acciai inossidabili.
Il secondo naso delle curve trasformazione-tempo-temperatura è legato alla precipitazione di carburi, nitruri e composti intermetallici. La precipitazione di carburi in questa famiglia di acciai è abbastanza limitata dalle basse percentuali di carbonio presenti in questa famiglia di acciai inossidabili; ciò conseguentemente li rende anche poco inclini al fenomeno della sensibilizzazione che affligge altre classi di acciai inossidabili. Gli acciai inossidabili bifasici invece sono molto inclini alla precipitazione di nitruri e di fase σ che limitano la loro formabilità a caldo. Diventa quindi di estrema importanza anche il controllo dei cicli termici durante saldatura.

## Applicazioni
La proprietà più apprezzata e che privilegia la scelta di questa classe di acciai è l'estremamente elevata resistenza a corrosione. Questa caratteristica ritaglia quindi agli acciai inossidabili bifasici una nicchia di mercato in tutti quei campi applicativi dove avviene l'esposizione ad ambienti estremamente aggressivi o dove la certezza della vita utile del componente risulta cruciale.
Gli impieghi più comuni sono: scambiatori di calore, tubazioni e valvolame per il trasporto di fluidi o gas industriali, macchine per movimentazione dei materiali, serbatoi e vasche per liquidi ad alta concentrazione di cloro e/o in pressione, refrigeratori ad acqua marina, dissalatori, impianti per salamoia alimentare e acque sotterranee e ricche di sostanze aggressive. Viene usato anche per la costruzione di turbine in centrali idroelettriche. Questa classe di acciai è inoltre particolarmente apprezzata in impianti chimici, petrolchimici, strutture off-shore e sottomarine e impianti per l'industria cartaria e alimentare.
L'elevata resistenza a corrosione ne garantisce inoltre il perdurare della lucentezza nel tempo, permettendo a questa classe di acciai nuovi sbocchi applicativi anche grazie alle sue caratteristiche estetiche nell'edilizia.